# Thailandia ai Giochi della XXIV Olimpiade
La Thailandia partecipò ai Giochi della XXIV Olimpiade, svoltisi a Seul, Corea del Sud, dal 17 settembre al 2 ottobre 1988, con una delegazione di 14 atleti impegnati in quattro discipline.